# Koki Otani
Koki Otani (født 8. april 1989) er en japansk fodboldspiller, som spiller for den japanske fodboldklub Albirex Niigata.